# Witte Bussen

De witte bussen bij Slot Friedrichsruh

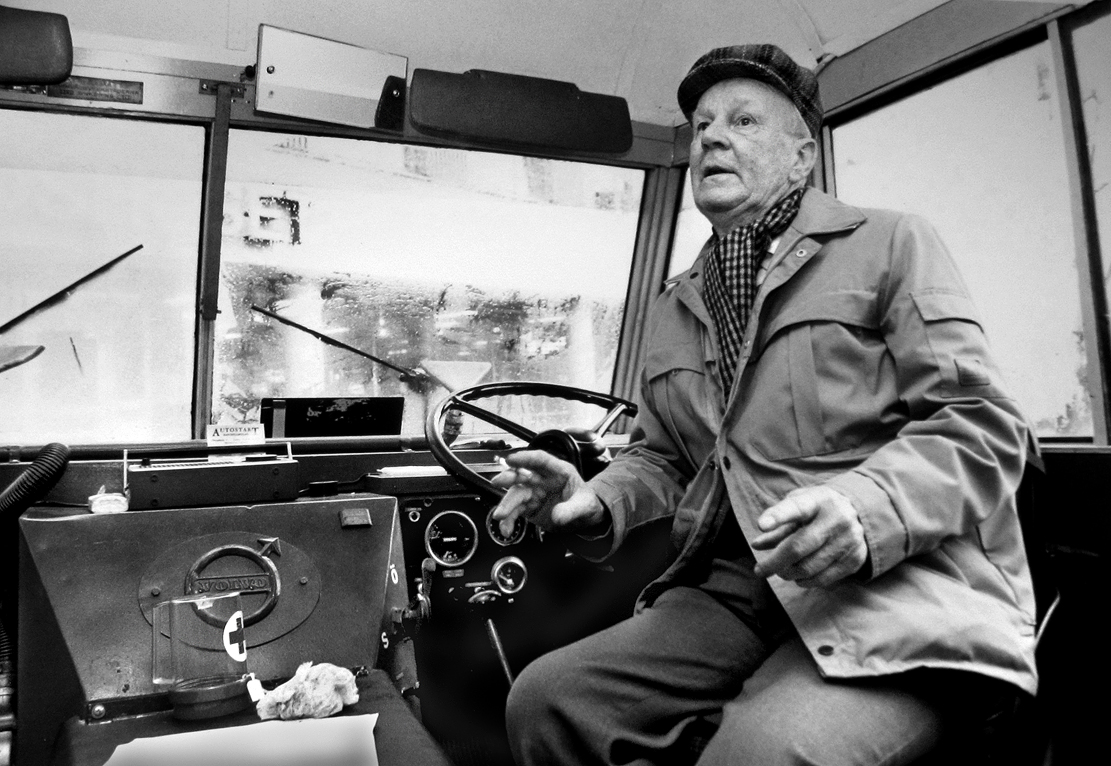
Op 19 april 1945 begonnen de witte bussen gevangenen uit concentratiekampen Duitsland uit te drijven. Als jonge dienstplichtige was Stig Svensson een vrijwillige chauffeur in een van de witte Rode Kruis-bussen. "Ik zal nooit vergeten wat ik heb meegemaakt", zei hij in een interview in 1992.

De Witte Bussen (in het Zweeds: Vita bussarna) was een reddingsactie van het Zweedse Rode Kruis en de Deense regering in het voorjaar van 1945 die zich primair richtte op het bevrijden van Scandinavische gevangenen uit de Duitse concentratiekampen. Deze reddingsactie stond onder leiding van de vicepresident van het Zweedse Rode Kruis, graaf Folke Bernadotte. De gevangenen werden verzameld in het concentratiekamp Neuengamme bij Hamburg en vervolgens in witte bussen via Denemarken naar Zweden gebracht.
Na de evacuatie van Deense en Noorse gevangenen kreeg het Zweedse Rode Kruis ook toestemming om gevangenen uit andere landen naar Zweden te brengen. Volgens het Zweedse Rode Kruis werden in totaal 15.345 gevangenen gered, 7.795 Scandinaviërs en 7.550 burgers uit andere landen. Met de actie Witte Bussen zijn 249 Nederlandse vrouwen uit het concentratiekamp Ravensbrück gered. Aansluitend zijn 417 overwegend joodse Nederlandse vrouwen uit buitenkampen van Neuengamme naar Zweden gebracht.  In het totale aantal van 666 vrouwen zijn enkele kinderen inbegrepen. Samen met de vrouwen zijn enige Nederlandse mannen uit Ravensbrück meegesmokkeld naar Zweden. Op 2 mei 1945 zijn een aantal Nederlandse mannen met de SS Magdalena in Trelleborg aangekomen. Ook dit transport stond in verbinding met de actie Witte Bussen.

## Duivels dilemma
Vanwege de toestroom van Scandinavische gevangenen was kamp Neuengamme eind maart 1945 overvol. Kolonel Björk, verantwoordelijk voor de Rode Kruis-konvooien, weigerde om nog meer Scandinaviërs in Neuengamme te laten opnemen. De SS-leiding van Neuengamme eiste daarop dat de Zweden 2000 gevangenen uit andere landen die te ziek waren om nog te werken, meenamen naar satellietkampen in Hannover en Salzgitter om plaats te maken voor de Scandinavische gevangenen.
Kolonel Björk wilde dit in eerste instantie niet doen, maar na beraad ging hij uiteindelijk akkoord met de eis. Na de oorlog rechtvaardigde hij zijn beslissing door te zeggen dat hij het transport van de zieke gevangenen zo meer humaan had gemaakt. En hij dacht dat een weigering misschien zou leiden tot het afblazen van de hele missie. Zo werd dus een reddingsactie voor de ene groep het noodlot voor een grote groep zieke gevangenen uit Nederland, België en Frankrijk, want velen van hen kwamen niet meer terug omdat ze overleden door uitputting of door de moordpartijen op zieke gevangenen in Hannover en Salzgitter. De routes die de Witte Bussen aflegden, ook die die niet naar de vrijheid leiden, staan beschreven in het artikel 'Die Bernadotte-Aktion: Eine Fotodokumentation .